# Muchy (zespół muzyczny)
Muchy – polska grupa muzyczna wykonująca rock. Powstała w 2004 roku w Poznaniu.

## Historia
Grupa została założona w Poznaniu w 2004 roku przez Michała Wiraszkę, Piotra Maciejewskiego i Szymona Waliszewskiego. Jej członkowie przyznają się do inspiracji takimi wykonawcami, jak: The Smiths, The Velvet Underground, Modest Mouse, Guided by Voices czy Republika. W 2005 roku na składance Tribute to Partia ukazał się cover utworu „Nieprzytomna z bólu”. Był to pierwszy zarejestrowany w studiu materiał grupy. Zespół został obwołany odkryciem roku 2006 przez miesięcznik Machina i Program 3 Polskiego Radia. Pierwszy singel zespołu pt. Miasto doznań osiągnął w maju 2007 r. 7. miejsce na Liście Przebojów Programu Trzeciego Polskiego Radia.
19 listopada ukazał się debiutancki album grupy, noszący tytuł Terroromans, uznany za „Płytę Roku” przez słuchaczy PR3. Zespół zdobył także tytuł „Zespołu Roku 2007” Programu 3 Polskiego Radia. Ponadto grupę uhonorowano trzema nagrodami „Miazga 2007” magazynu Pulp, w kategoriach zespół, płyta i piosenka (Miasto doznań) roku. Głos Wielkopolski przyznał zespołowi „Medal Młodej Sztuki 2007”. Muchy zostały również nominowane do Eska Music Awards 2008 w kategorii „Album roku ROCK” i do Fryderyka 2008 w kategorii „Nowa twarz fonografii”, a także do nagrody Nocne Marki 2008 pisma Aktivist w kategorii „zespół roku”. W styczniu 2008 roku do zespołu dołączył Tomasz Skórka, który wystąpił po raz pierwszy podczas transmitowanego na antenie Programu 3 Polskiego Radia koncertu w studiu im. Agnieszki Osieckiej. W ciągu dwóch lat od debiutu zespół zdążył zagrać trzy trasy koncertowe oraz zawitać na wszystkich najważniejszych festiwalach (duża scena na Open’er Festival, Festiwal w Jarocinie, Seven Festival Music & More w Węgorzewie, Cracow Screen Festival oraz Off Festival).
W październiku 2009 roku zespół rozpoczął pracę z producentem Marcinem Borsem nad nowym albumem. 8 marca 2010, nakładem Sony Music Entertainment Poland, miała miejsce premiera drugiego albumu zespołu Muchy – Notoryczni debiutanci. Pierwszy promujący płytę singiel – Przesilenie – wspiął się na 1. miejsce list przebojów Programu Trzeciego Polskiego Radia, Radia Merkury i Radia Afera.
W 2010 roku zespół zagrał ponad 70 koncertów. Muchy jako jedyny polski zespół wystąpił po raz drugi na głównej scenie Open’er Festival. Ponadto latem 2010 roku grupa zagrała jeszcze na głównych scenach: Coke Live Music Festival, Festiwal w Jarocinie, Off Festival oraz Seven Festival w Węgorzewie. W sierpniu 2010 roku do sklepów trafiła reedycja debiutanckiego albumu Terroromans.
W lutym 2011 roku jeden z założycieli zespołu, Piotr Maciejewski, opuścił skład zespołu. Powodem była chęć zajęcia się solowymi projektami. Jego miejsce zajął Damian Pielka, który wcześniej występował m.in. z Lechem Janerką. We wrześniu 2012 roku wydany został trzeci album studyjny zespołu zatytułowany Chcecicospowiedziec. Materiał na płytę był nagrywany we Wrocławiu i Srebrnej Górze, a produkcją ponownie zajął się Marcin Bors. Pierwszy utwór z wydawnictwa, Nie przeszkadzaj mi, bo tańczę, został opublikowany jeszcze w 2011 roku.

## Muzycy
Do stycznia 2008 roku zespół występował jako trio, a Piotr Maciejewski grał na gitarze basowej. Tomasz Skórka wystąpił z zespołem po raz pierwszy podczas transmitowanego na antenie Programu 3 Polskiego Radia koncertu w studiu im. Agnieszki Osieckiej. W lutym 2011 roku Piotra Maciejewskiego zastąpił Damian Pielka. Od 2012 roku z zespołem występuje także Krzysztof Zalewski-Brejdygant. W roku 2013 Szymona Waliszewskiego zastąpił za perkusją Łukasz Stachowiak, a do zespołu dołączył także Michał Puchała. W kwietniu 2018 roku przy okazji wydawnictwa Xerroromans i nadchodzącej trasy koncertowej do składu zespołu powrócili Piotr Maciejewski oraz Szymon Waliszewski. W czerwcu 2021 roku zespół za pośrednictwem mediów społecznościowych poinformował, że do składu zespołu dołączył Piotr Kołodyński.
Obecny skład zespołu
- Michał Wiraszko – śpiew, gitara (od 2004)
- Piotr Maciejewski – gitara, śpiew, instrumenty klawiszowe (2004–2011 i ponownie od 2018)
- Szymon Waliszewski – perkusja (2004–2013 i ponownie od 2018)
- Stefan Czerwiński – gitara (od 2013)
- Piotr Kołodyński – gitara (od 2021)

Byli członkowie zespołu
- Tomasz Skórka – gitara basowa (2008–2018)
- Łukasz Stachowiak – perkusja (2013–2018)
- Michał Puchała – gitara, instrumenty klawiszowe, śpiew (2013-2018)
- Krzysztof Zalewski – gitara, instrumenty klawiszowe, śpiew (2012–2014)
- Damian Pielka – gitara (2011–2013)

## Dyskografia

### Albumy
| 2007                           | Terroromans - Data: 19 listopada 2007 - Wydawca: Polskie Radio                 | 19 |
| 2010                           | Notoryczni debiutanci - Data: 8 marca 2010 - Wydawca: Sony Music               | 13 |
| 2012                           | Chcecicospowiedziec - Data: 18 września 2012 - Wydawca: Universal Music Polska | 35 |
| 2014                           | Karma market - Data: 14 października 2014 - Wydawca: Universal Music Polska    | –  |
| 2015                           | Powracająca fala - Data: 5 listopada 2015 - Wydawca: Universal Music Polska    | –  |
| 2021                           | Szaroróżowe - Data: 16 lipca 2021 - Wydawca: Kayax                             | 22 |
| „–” pozycja nie była notowana. |                                                                                |    |

### Single
| Rok  | Tytuł                                                  | Certyfikat          | Album       |
| ---- | ------------------------------------------------------ | ------------------- | ----------- |
| 2021 | „Szaroróżowe” (gośc. Bela Komoszyńska, Jan Borysewicz) | - ZPAV: złota płyta | Szaroróżowe |

### Notowane utwory
| Rok  | Tytuł                                        | Pozycja na liście |
| Rok  | Tytuł                                        | LP3               |
| ---- | -------------------------------------------- | ----------------- |
| 2007 | „Miasto doznań”                              | 7                 |
| 2007 | „21 dni”                                     | 10                |
| 2007 | „Galanteria”                                 | 8                 |
| 2008 | „Najważniejszy dzień”                        | 14                |
| 2008 | „Papierowy księżyc” (oraz Halina Frąckowiak) | 21                |
| 2010 | „Przesilenie”                                | 1                 |
| 2010 | „Zimne kraje”                                | 29                |
| 2010 | „Notoryczni debiutanci”                      | 48                |
| 2012 | „Nie przeszkadzaj mi, bo tańczę”             | 49                |
| 2012 | „Zamarzam”                                   | 34                |
| 2014 | „Bliżej”                                     | 50                |

### Pozostałe
| Rok  | Tytuł                                     | Uwagi                                                                           |
| ---- | ----------------------------------------- | ------------------------------------------------------------------------------- |
| 2005 | Galanteria - Data: 2005 - Wytwórnia: brak | - Demo                                                                          |
| 2018 | Xerroromans                               | - Reedycja płyty Terroromans wzbogacona o premierowy utwór „Obok ulic i miejsc” |

## Nagrody i wyróżnienia
| Rok  | Kategoria                                                         | Nagroda   | Uwagi     |
| ---- | ----------------------------------------------------------------- | --------- | --------- |
| 2008 | Nowa Twarz Fonografii                                             | Fryderyk  | Nominacja |
| 2011 | Album roku muzyka alternatywna (Notoryczni debiutanci)            | Fryderyk  | Nominacja |
| 2011 | Najlepszy polski album 2010 roku (Notoryczni debiutanci)          | Uwalniacz | Nagroda   |
| 2011 | Najlepszy polski utwór 2011 roku (Nie przeszkadzaj mi, bo tańczę) | Uwalniacz | Nominacja |
| 2022 | Album roku rock/metal (Szaroróżowe)                               | Fryderyk  | Nagroda   |
| 2022 | Zespół/projekt artystyczny roku                                   | Fryderyk  | Nominacja |
| 2022 | Utwór roku (Szaroróżowe)                                          | Fryderyk  | Nominacja |